# ...Baby One More Time
...Baby One More Time là album phòng thu đầu tay của ca sĩ người Mỹ Britney Spears, phát hành ngày 12 tháng 1 năm 1999 bởi Jive Records. Spears từng là nghệ sĩ biểu diễn nhí trong The All-New Mickey Mouse Club từ năm 1993 đến năm 1994, và bắt đầu tìm kiếm cơ hội phát triển sự nghiệp ngay ở độ tuổi thiếu niên. Sau khi bị một vài hãng đĩa từ chối, nữ ca sĩ ký hợp đồng nhiều album với Jive vào năm 1997. Spears đến Thụy Điển để hợp tác với Max Martin và Rami Yacoub, những người đã cùng nhau sáng tác với Denniz Pop và nhiều nhạc sĩ khác. Thành quả của quá trình sản xuất tạo nên một bản thu âm pop, bubblegum pop, dance-pop và teen pop. Trước khi phát hành, Spears chia sẻ rằng cô rất phấn khởi khi nghe album và tin rằng đây sẽ là một tác phẩm thành công. Đến tháng 6 năm 1998, quá trình thực hiện đĩa nhạc được hoàn tất.
Sau khi phát hành, ...Baby One More Time nhận được nhiều đánh giá trái chiều từ các nhà phê bình âm nhạc, trong đó họ ghi nhận tiềm năng thương mại của album nhưng chỉ trích một số bài hát là ngô nghê và thiếu chiều sâu. Bất chấp những phản ứng ban đầu, album giúp Spears nhận được đề cử giải Grammy cho Nghệ sĩ mới xuất sắc nhất tại lễ trao giải thường niên lần thứ 42. ...Baby One More Time cũng gặt hái nhiều thành công lớn về mặt thương mại, và Spears trở thành nghệ sĩ thứ năm dưới 18 tuổi đứng đầu bảng xếp hạng Billboard 200 ở Hoa Kỳ. Album sau đó được chứng nhận 14 đĩa Bạch kim (Kim cương) bởi Hiệp hội Công nghiệp Ghi âm Hoa Kỳ (RIAA). Đây là album bán chạy nhất của Spears, bán được hơn 25 triệu bản trên toàn cầu, trở thành một trong những album bán chạy nhất mọi thời đại, đồng thời là album đầu tay bán chạy nhất của nghệ sĩ nữ thiếu niên.
Năm đĩa đơn đã được phát hành từ ...Baby One More Time. Đĩa đơn đầu tiên cùng tên với album gặt hái những thành công vượt trội trên toàn cầu, đạt vị trí số một ở hầu hết mọi quốc gia và là một trong những đĩa đơn bán chạy nhất mọi thời đại. Những đĩa đơn tiếp theo "Sometimes" và "Born to Make You Happy" đều lọt vào top 10 ở nhiều thị trường quốc tế, trong khi "(You Drive Me) Crazy" trở thành đĩa đơn top 10 thứ hai của Spears trên bảng xếp hạng Billboard Hot 100. Spears quảng bá album qua nhiều buổi phỏng vấn và màn trình diễn trên truyền hình, cũng như thực hiện chuyến lưu diễn ...Baby One More Time Tour (1999) và (You Drive Me) Crazy Tour (2000). Trong những năm tiếp theo, ...Baby One More Time được ca ngợi bởi tác động to lớn đến văn hóa đại chúng, và gọi đây là một trong những album pop có ảnh hưởng nhất mọi thời đại.

## Thu âm và sản xuất
—Spears nói với Chuck Taylor của Billboard.
Tháng 6 năm 1997, Spears đang đàm phán với người quản lý lúc bấy giờ Lou Pearlman để gia nhập nhóm nhạc pop nữ Innosense. Lynne Spears, mẹ cô, muốn tham khảo ý kiến của người bạn gia đình và cũng là luật sư giải trí Larry Rudolph và gửi cho ông một đoạn băng ghi lại cảnh Spears hát karaoke một bài hát của Whitney Houston cùng với một số hình ảnh. Rudolph quyết định giới thiệu cô đến những hãng đĩa với điều kiện phải có một bản thu nháp chuyên nghiệp. Ông gửi cho Spears một bản nhạc chưa từng sử dụng của Toni Braxton; cô luyện tập trong một tuần và thu âm với một kỹ sư âm thanh trong phòng thu. Sau đó, Spears đi từ quê nhà Kentwood, Louisiana đến Thành phố New York với bản thu nháp để gặp gỡ giám đốc điều hành của bốn hãng thu âm, rồi quay trở lại Kentwood trong ngày. Ba người đã từ chối cô, và cho rằng khán giả đang yêu thích những nhóm nhạc pop như Backstreet Boys và Spice Girls, và "sẽ không cần thêm một Madonna khác, một Debbie Gibson khác hay một Tiffany khác." Hai tuần sau, giám đốc điều hành của Jive Records gọi lại cho Rudolph. Phó chủ tịch cấp cao bộ phận A&R của Jive là Jeff Fenster cho biết: "Thật hiếm có ai ở độ tuổi này vừa có chất giọng truyền cảm lẫn sức hút thương mại đến vậy. [...] Đối với bất kỳ nghệ sĩ nào, động lực—với'cặp mắt của hổ'—là cực kỳ quan trọng. Và Britney có được điều đó."
Dưới sự sắp xếp của Jive, Spears bắt đầu làm việc với nhà sản xuất Eric Foster White trong một tháng, người được cho đã định hình chất giọng của cô từ cách hát "kén người nghe hơn" thành "Britney đặc biệt, không thể nhầm lẫn.." "From the Bottom of My Broken Heart", về sau được phát hành như đĩa đơn thứ tư của album, là một trong những bài hát đầu tiên được Spears thu âm với Foster White. Ông cũng sản xuất "Autumn Goodbye", một bản mặt B cho đĩa đơn đầu tay của nữ ca sĩ "...Baby One More Time". Trong lúc thực hiện "Autumn Goodbye", Spears và Foster White cũng tạo nên một bài hát có tên "Love Is On", nhưng sau đó không được đưa vào album và được gửi đến Sharon Cuneta. Spears đã thu âm rất nhiều bản nhạc với Foster White, như "Autumn Goodbye", "E-Mail My Heart", "From the Bottom of My Broken Heart", "I'm So Curious", "I Will Still Love You", "Way It Is Loving You", "I'll Be There For You", "Soda Pop", "Thinkin' About You", "Nothing Less Than Real", "Wishing on a Falling Star" và bản hát lại "You Got It All" của The Jets. Cô cũng hát lại đĩa đơn "The Beat Goes On" (1967) của Sonny & Cher. White chịu trách nhiệm thu âm và sản xuất bài hát, trong khi nhóm nhạc người Anh All Seeing I sản xuất bổ sung. Sau khi nghe những thành phẩm, chủ tịch Jive Records Clive Calder quyết định thực hiện một album phòng thu đầy đủ.
Spears bay đến Cheiron Studios ở Stockholm, nơi một nửa của ...Baby One More Time được thu âm từ tháng 5 năm 1998, với nhà sản xuất Max Martin và Rami Yacoub, bên cạnh sự đóng góp của nhiều nhạc sĩ khác, bao gồm cả Denniz Pop, người lúc bấy giờ đang rất yếu và không thể tham gia buổi ghi âm nào. Martin gửi đến Spears và quản lý của cô một bài hát có tựa đề "Hit Me Baby One More Time", ban đầu được viết cho nhóm nhạc Mỹ TLC nhưng đã bị từ chối. Spears sau đó nói rằng cô cảm thấy phấn khích khi nghe bản nhạc và tin rằng tác phẩm sẽ thành công. "Mọi người ở Jive đều nói, 'Đây là một cú hít lớn'", giám đốc điều hành mảng A&R của hãng, Steven Lunt tiết lộ; tuy nhiên, những giám đốc điều hành khác lo ngại rằng cụm từ "Hit Me" sẽ gây hiểu lầm đến bạo hành gia đình, khiến tiêu đề được sửa lại thành "...Baby One More Time". Spears tiết lộ rằng cô "làm không tốt chút nào trong ngày đầu ở phòng thu [để thu âm bài hát], tôi quá lo lắng. Vì vậy, tôi đã ra ngoài và vui vẻ vào đêm đó. Ngày hôm sau, tôi hoàn toàn thư giãn và làm rất tốt. Bạn phải thoải mái khi hát '... Baby One More Time'." Đến tháng 6 năm 1998, album đã được hoàn thành.

## Nhạc và lời
Ban đầu, Spears muốn theo đuổi phong cách "âm nhạc của Sheryl Crow, nhưng trẻ hơn – theo hướng adult contemporary hơn" cho ...Baby One More Time, nhưng chấp nhận nguyện vọng từ hãng đĩa, vì "sẽ hợp lý hơn khi chuyển sang pop, nơi tôi được thỏa sức nhảy—điều đó hợp với tôi hơn." Album mở đầu bằng đĩa đơn chủ đạo "...Baby One More Time", một bản teen pop và dance-pop bắt đầu bằng mô túyp ba nốt trong dải âm trầm của piano. Phần mở đầu của "...Baby One More Time" được so sánh với nhiều bản nhạc khác, như "We Will Rock You" (1977), "Start Me Up" (1981), "These Words" (2004) và bài hát chủ đề của bộ phim Jaws bởi thực tế bản nhạc "gây chú ý trong chưa đầy một giây". Theo Blender, "...Baby One More Time" bao gồm "dải guitar wah-wah và tiếng bass-slaps của máy điện tâm đồ". Claudia Mitchell và Jacqueline Reid-Walsh, tác giả của Girl Culture: Studying Girl Culture: A Readers' Guide (2008), nhận xét rằng lời bài hát "khắc họa việc [Spears] muốn quay lại với người yêu cũ." "(You Drive Me) Crazy" sở hữu tiết tấu dance chậm vừa phải, với giai điệu R&B kết hợp với nhạc cụ tổng hợp sắc sảo. "Sometimes" là một bản ballad, trong đó Spears bắt đầu bằng những câu "You tell me you're in love with me / That you can't take your pretty eyes away from me / It's not that I don't wanna stay / But every time you come too close I move away". Stephen Thomas Erlewine của AllMusic chỉ ra rằng bài hát có "một đoạn hook hấp dẫn và giai điệu đáng yêu, gợi nhớ đến giai điệu euro-dance."
"Soda Pop" mang âm hưởng bubblegum pop và ragga, với giọng nền của Mikey Bassie—người đồng sáng tác bài hát. Chất giọng của Spears trong bản nhạc thứ năm, "Born to Make You Happy" kéo dài hơn quãng tám. Nội dung bài hát ám chỉ đến một cô gái muốn hàn gắn cuộc tình của mình, dù không biết vấn đề ở đâu, nhưng cô nhận ra rằng "I don't know how to live without your love / I was born to make you happy". "From the Bottom of My Broken Heart" là một bản pop ballad với tiết tấu chậm đầy cảm xúc. "I Will Be There" là một bản pop rock có tiếng riff guitar tương tự như "Torn" (1997) của Natalie Imbruglia, với "phần điệp khúc sôi động về việc bên cạnh người đàn ông của bạn (hoặc người bạn thân hoặc thú cưng trong nhà)", theo ghi nhận của Kyle Anderson từ MTV. "E-Mail My Heart" là một bản ballad nhẹ nhàng, khi Spears hát: "E-mail me back / And say our love will stay alive". Bản hát lại "The Beat Goes On" (1967) của Sonny & Cher chịu ảnh hưởng của bossa nova và trip hop, và có âm thanh tương tự như phim gián điệp. Trong số những bản nhạc bổ sung ở một số phiên bản quốc tế của album, Spears hát lại "I'll Never Stop Loving You" (1996) của J'Son.

## Phát hành và quảng bá

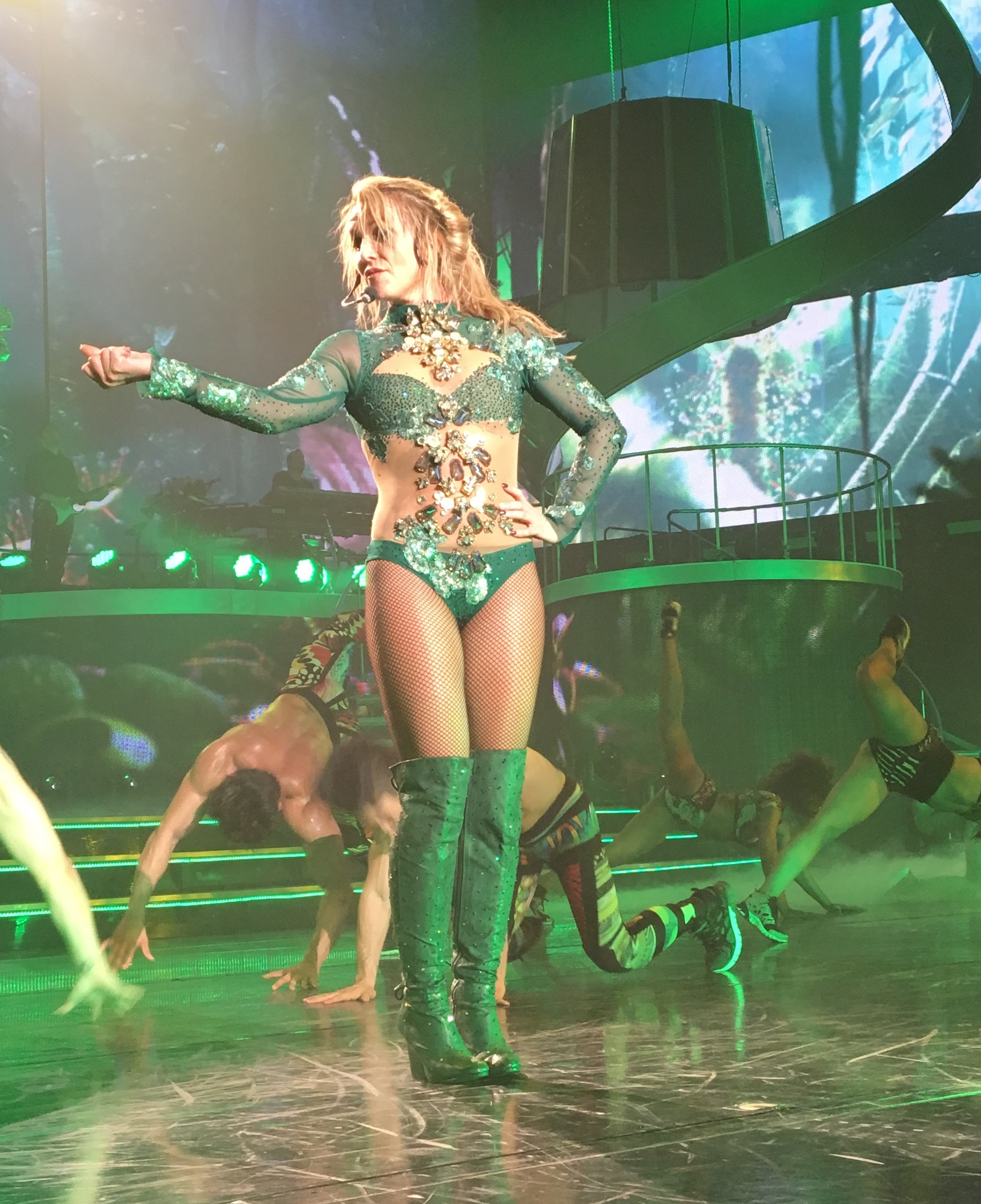
Spears trình diễn "(You Drive Me) Crazy" trong đêm diễn cư trú tại Las Vegas, Britney: Piece of Me, vào tháng 2 năm 2016

Quá trình quảng bá cho ...Baby One More Time bắt đầu vào tháng 5 năm 1998, khi Spears trình diễn "...Baby One More Time", "Sometimes" và "You Got It All" tại Liên hoan nhạc Jazz Singapore. Sau đó, cô tiến hành chuyến lưu diễn quảng bá nhỏ được tài trợ bởi L'Oréal mang tên L'Oreal Hair Zone Mall Tour, ghé thăm các trung tâm thương mại và khu ẩm thực trên khắp Bắc Mỹ từ tháng 6 đến tháng 8. Vào tháng 12, "...Baby One More Time" lần đầu xuất hiện trên bảng xếp hạng video được yêu cầu nhiều nhất của MTV và The Box. Tại Hoa Kỳ, ...Baby One More Time dự định sẽ phát hành vào tháng 10 năm 1998, nhưng đã bị đẩy lùi sang ngày 12 tháng 1 năm 1999, do vấn đề tiếp thị, trong khi việc phát hành trên thị trường quốc tế sẽ diễn ra sau đó ba tháng. Spears xuất hiện trên Ricki Lake, The Howie Mandel Show, và giới thiệu tiết mục tại giải thưởng Âm nhạc Mỹ năm 1999 trước khi phát hành. Tuy nhiên, sau khi gặp chấn thương đầu gối vào tháng 2, cô phải dời lại lịch xuất hiện trên một số chương trình, như The Tonight Show with Jay Leno và Live with Regis and Kathie Lee. Ngoài ra, cô còn xuất hiện trên MTV Spring Break và trong tập thứ 100 của All That trên Nickelodeon. Sau khi hồi phục, Spears bắt tay vào một lịch trình quảng bá khác, xuất hiện tại giải thưởng Kids' Choice năm 1999 vào ngày 1 tháng 5, Live with Regis and Kathie Lee vào ngày 3 tháng 5, FANatic của MTV vào ngày 12 tháng 5 và The Rosie O'Donnell Show vào ngày 25 tháng 5.
Bên ngoài Hoa Kỳ, Spears trình diễn ở hai chương trình truyền hình Đức Wetten, dass..? và Top of the Pops vào ngày 25 tháng 6. Cô cũng đến Vương quốc Anh, xuất hiện trên This Morning, CD:UK và National Lottery. Spears xuất hiện tại chương trình tạp kỹ âm nhạc Hey! Hey! Hey! Music Champ ở Nhật Bản, và trình diễn tại Festival Bar ở Ý. Nữ ca sĩ còn tham gia một tập của sitcom trên ABC Sabrina – Cô phù thủy nhỏ, nơi cô đóng vai chính mình. Theo People, Spears muốn thể hiện sự cảm kích với nữ diễn viên Melissa Joan Hart, người đóng vai khách mời trong video ca nhạc cho "(You Drive Me) Crazy" của Spears. Tập phim được phát sóng vào ngày 24 tháng 9. Trong cùng tháng, Spears biểu diễn trên The Rosie O'Donnell Show vào ngày 27 tháng 9 và ghé thăm Carson Daly trong Total Request Live của MTV vào hôm sau. Spears cũng trình diễn trực tiếp với Joey McIntyre trong sự kiện hòa nhạc được ghi hình cho Disney Channel mang tên Britney Spears & Joey McIntyre in Concert. Vào tháng 11, Spears thể hiện "...Baby One More Time" và "(You Drive Me) Crazy" tại giải thưởng Âm nhạc châu Âu của MTV năm 1999. Việc quảng bá album tiếp tục vào đầu năm 2000, khi Spears tham gia trao giải tại giải thưởng Âm nhạc Mỹ năm 2000, cũng như trình diễn liên khúc "From the Bottom of My Broken Heart" và "...Baby One More Time" tại giải Grammy lần thứ 42.
Ngày 5 tháng 3 năm 1999, có thông tin cho rằng Spears đang lên kế hoạch cho chuyến lưu diễn đầu tiên trong sự nghiệp. Cô thông báo rằng chuyến lưu diễn sẽ bắt đầu vào tháng 7. Vào ngày 12 tháng 5, Tommy Hilfiger được công bố là nhà tài trợ chính cho chuyến lưu diễn, sau khi Spears góp mặt trong chiến dịch "AllStars" của công ty vào thời điểm đó. Ngày 17 tháng 12, trong buổi ra mắt video ca nhạc "From the Bottom of My Broken Heart" trên Total Request Live, Spears gọi đến chương trình để thông báo về chuyến lưu diễn tại Hoa Kỳ vào tháng 3 năm 2000. Một chặng mở rộng, mang tên (You Drive Me) Crazy Tour, được xem như màn dạo đầu cho chuyến lưu diễn thế giới của cô trong tương lai, Oops!... I Did It Again Tour. Nhà tài trợ chính của chặng là Got Milk?, nơi giám đốc truyền thông của hãng Peter Gardiner chia sẻ: "Britney có sức hút kỳ diệu với những cô gái thiếu niên và đó là khách hàng mục tiêu để tiếp thị sữa". Spears cũng thực hiện một chiến dịch quảng cáo và được phát trước mỗi đêm diễn của cô. Nhà tài trợ phụ là Polaroid, và họ cho ra mắt I-Zone làm máy ảnh chính thức của chuyến lưu diễn. Spears sử dụng I-Zone trên sân khấu để chụp ảnh khán giả và quảng bá sản phẩm nhiều hơn. Buổi diễn được chia thành nhiều phân đoạn, cách nhau bằng những đoạn xen kẽ và khép lại bằng phần kết. Danh sách trình diễn bao gồm những bài hát từ ...Baby One More Time và một vài bản hát lại. Một số thay đổi được thực hiện trong chặng năm 2000, trong đó những bản hát lại được thay thế bằng những bài hát trong album phòng thu thứ hai của cô Oops!... I Did It Again (2000). Chuyến lưu diễn nhận được những đánh giá tích cực từ giới phê bình. Tuy nhiên, Spears bị cáo buộc hát nhép trong nhiều đêm diễn, nhưng cô phủ nhận điều này. Ngày 20 tháng 4, buổi hòa nhạc tại Hilton Hawaiian Village ở Honolulu, Hawaii, được ghi hình, với một số thay đổi so với chuyến lưu diễn hiện tại và có nhiều bộ trang phục khác nhau. Vào ngày 5 tháng 6, đêm diễn được phát sóng trên Fox, và được phát lại nhiều lần trong năm. Ngày 21 tháng 11, Jive Records phát hành album video Britney Spears: Live and More!, bao gồm đêm nhạc đặc biệt trên Fox. Video được chứng nhận ba đĩa Bạch kim bởi Hiệp hội Công nghiệp Ghi âm Hoa Kỳ (RIAA) với lượng đĩa xuất xưởng đạt 300,000 đơn vị.
Ngày 14 tháng 8 năm 2017, 18 năm sau khi phát hành ...Baby One More Time, một phiên bản đĩa than màu hồng trắng xoáy của album sẽ được phát hành độc quyền tại Urban Outfitters vào ngày 3 tháng 11, với số lượng 2,500 bản. Trong dịp kỷ niệm 20 năm đĩa đơn đầu tay của Spears "...Baby One More Time", vào ngày 19 tháng 10 năm 2018, Legacy Recordings thông báo về việc phát hành album dưới dạng đĩa than trên toàn cầu vào ngày 23 tháng 11.

## Đĩa đơn
Bài hát chủ đề được chọn làm đĩa đơn đầu tiên từ ...Baby One More Time và cũng là đĩa đơn đầu tay của Spears vào ngày 29 tháng 9 năm 1998. Bản nhạc được giới phê bình đánh giá cao, chủ yếu khen ngợi chất lượng sáng tác. Sau khi video ca nhạc cho "...Baby One More Time" được ra mắt vào cuối tháng 11, đĩa đơn đạt được nhiều thành công trên toàn cầu vào đầu năm 1999, đứng đầu bảng xếp hạng Billboard Hot 100 của Hoa Kỳ và hầu hết những thị trường khác. Đĩa đơn gặt hái vô số chứng nhận trên toàn thế giới và là một trong những đĩa đơn bán chạy nhất mọi thời đại, bán được hơn mười triệu bản. Nigel Dick nắm vai trò đạo diễn cho video ca nhạc của bài hát, ở đó Spears hát và nhảy dưới hình tượng một nữ sinh trung học, cũng như theo dõi người yêu của cô từ xa. Năm 2010, video đứng thứ ba trong danh sách những video có ảnh hưởng nhất lịch sử nhạc pop trên Jam!. "Sometimes" được phát hành dưới dạng đĩa đơn thứ hai từ ...Baby One More Time vào ngày 6 tháng 4 năm 1999. Đĩa đơn tiếp nhận những thành công thương mại trên toàn thế giới, đạt vị trí số một tại Bỉ, Hà Lan và New Zealand. Tuy nhiên, "Sometimes" không thể vươn đến top 20 ở tại Hoa Kỳ, đạt vị trí thứ 21 trên Billboard Hot 100. Video ca nhạc đi kèm bài hát được đạo diễn bởi Nigel Dick. Trong quá trình tập luyện, vào ngày 11 tháng 2 năm 1999, Spears bị thương ở đầu gối trái và phải phẫu thuật. Sau khi hồi phục tại Kentwood, Louisiana, video được quay vào ngày 9–10 tháng 4 tại Paradise Cove ở Malibu, California, sau đó được công chiếu trên Total Request Live của MTV vào ngày 6 tháng 5.
Vào tháng 5 năm 1999, Max Martin và Spears đến phòng thu Battery Studios ở Thành phố New York để thu âm lại phần giọng mới cho "(You Drive Me) Crazy", cho một phiên bản sản xuất lại mang tên "The Stop! Remix", và được đưa vào nhạc phim cho Drive Me Crazy (1999). Bản phối lại sau đó được phát hành làm đĩa đơn thứ ba từ ...Baby One More Time vào ngày 24 tháng 8. Một số thay đổi so với bản gốc bao gồm việc Spears hét lên "Stop!", sau đó tất cả âm thanh bị tắt và tiếp nối bởi một đoạn chuyển tiếp, đồng thời bỏ đi một số câu hát. Video ca nhạc cho "(You Drive Me) Crazy" được đạo diễn bởi Nigel Dick, với sự tham gia của các diễn viên Melissa Joan Hart và Adrian Grenier. "Born to Make You Happy" được phát hành như đĩa đơn thứ tư và cũng là cuối cùng ở Châu Âu từ ...Baby One More Time vào ngày 6 tháng 12 năm 1999, với sự đón nhận trái chiều của giới phê bình. Đây là một đĩa đơn thành công về mặt thương mại, lọt vào top 5 ở 11 quốc gia và đứng đầu bảng xếp hạng UK Singles Chart. Video ca nhạc cho bài hát được đạo diễn bởi Bille Woodruff, và do Wade Robson biên đạo. Mặc dù thành công ở Châu Âu, bài hát chưa từng được phát hành dưới dạng đĩa đơn ở Hoa Kỳ.
"From the Bottom of My Broken Heart" là đĩa đơn thứ tư và cũng là cuối cùng ở Bắc Mỹ và Châu Đại Dương từ ...Baby One More Time vào ngày 14 tháng 12 năm 1999. Bài hát nhận được những đánh giá trái chiều từ giới phê bình, được xem như một bản hit kinh điển và là đĩa đơn có tiềm năng, mặc dù vấp phải ý kiến coi đây là một bản nhạc đáng quên với nội dung chỉ nói về cảnh hôn. "From the Bottom of My Broken Heart" gặt hái những thành công thương mại vừa phải, đạt vị trí thứ 14 trên bảng xếp hạng Billboard Hot 100. Ở Châu Đại Dương, bài hát đạt vị trí thứ 37 tại Úc và thứ 23 tại New Zealand. Đĩa đơn được Hiệp hội Công nghiệp Ghi âm Hoa Kỳ (RIAA) chứng nhận đĩa Bạch kim vào ngày 28 tháng 3 năm 2000. Video ca nhạc cho "From the Bottom of My Broken Heart" được đạo diễn bởi Gregory Dark và phát hành vào ngày 17 tháng 12 năm 1999. Video gây nên nhiều tranh cãi vì Dark trước đây từng đạo diễn phim khiêu dâm.

## Tiếp nhận chuyên môn
| Đánh giá chuyên môn        | Đánh giá chuyên môn |
| Nguồn đánh giá             | Nguồn đánh giá      |
| Nguồn                      | Đánh giá            |
| -------------------------- | ------------------- |
| AllMusic                   | [ 20 ]              |
| Christgau's Consumer Guide | [ 82 ]              |
| Entertainment Weekly       | B+                  |
| NME                        | 1/10                |
| Q                          | [ 85 ]              |
| Rolling Stone              | [ 86 ]              |
| Sonic.net                  | [ 87 ]              |
| Sputnikmusic               | 2/5                 |
| Tom Hull – on the Web      | B+ ()               |

Sau khi phát hành, ...Baby One More Time nhận được những đánh giá trái chiều từ các nhà phê bình âm nhạc. Đội ngũ biên tập viên của AllMusic cho album bốn trên năm sao. Paul Verna từ Billboard gọi album là "một bài tập luyện gồm những bản nhạc tương tự như bài hát chủ đề với giai điệu hấp dẫn, sẵn sàng chinh phục top 40". Nhà phê bình Robert Christgau của The Village Voice nhấn mạnh bài hát chủ đề và "Soda Pop", trong khi tóm tắt album là một phiên bản "cô gái nhà bên" của Madonna. Kyle Anderson của MTV cho biết anh "rất ngạc nhiên theo nhiều cách" khi lần đầu nghe ...Baby One More Time, bình luận rằng anh "dự đoán sẽ có nhiều nội dung thừa (một phần nào đó), nhưng tôi không ngờ album sẽ kỳ lạ đến vậy (ít nhất là về mặt âm thanh). Chưa bao giờ tôi thắc mắc về lý do Spears lại trở thành một siêu sao, nhưng toàn bộ bài hát này vẫn sẽ nổi tiếng ngay cả khi Britney trùm bao bố trong tất cả video của mình."
Barry Walters của Rolling Stone cho album hai trên năm sao, và so sánh chất nhạc của tác phẩm với những bản hit đầu tiên của Debbie Gibson, Mariah Carey và Samantha Fox. Walters cũng nói rằng "trong khi một số bản funk được Cherion sáng tác với giai điệu hấp dẫn cho giới trẻ, thì những bản nhạc chậm trơ tráo, như 'E-Mail My Heart', hoàn toàn là rác." Một nhà phê bình của NME đánh giá ...Baby One More Time một trên mười, nói rằng "dường như chúng ta đã đạt đến điểm khủng hoảng: nhạc pop thiếu niên hiện đang thịnh hành đến mức Britney Spears, 17 tuổi, đã đi được nửa chặng đường trong sự nghiệp biểu diễn béo bở của mình". Ông cũng thấy album thiếu sự chín chắn, bình luận rằng: "hy vọng, nếu cô ấy bắt đầu sống cuộc sống khốn khổ mà tất cả chúng ta đều trải qua, giọng hát của cô ấy sẽ có những vết sẹo, cô ấy sẽ không còn tự mãn nữa, cô sẽ tìm thấy niềm an ủi ở thuốc phiện và chúng ta sẽ hạnh phúc hơn vì điều đó. Giờ thì trưởng thành đi, cô gái. Nhanh lên!". Amanda Murray của Sputnikmusic cảm thấy rằng "ngoại trừ bài hát chủ đề tuyệt vời, ...Baby One More Time là tập hợp những bản nhạc pop hay với phần sản xuất tầm thường, hoặc những sáng tác tầm thường nhưng được sản xuất một cách xuất sắc."
Năm 2024, Paste liệt kê album vào danh sách "300 Album Xuât Sắc Nhất Mọi Thời Đại", trong đó nhà phê bình Olivia Abercrombie ca ngợi vị thế mang tính biểu tượng và ảnh hưởng của album đến nền nhạc pop.

## Thành tựu
| Năm  | Giải thưởng                      | Hạng mục                                                         | Đề cử     | Kết quả | Tham khảo |
| ---- | -------------------------------- | ---------------------------------------------------------------- | --------- | ------- | --------- |
| 1999 | Giải Juno                        | Album bán chạy nhất (Quốc tế hoặc nội địa)                       | Đề cử     | [ 91 ]  |           |
| 1999 | Teen Choice Award                | Lựa chọn Âm nhạc – Album                                         | Đoạt giải | [ 92 ]  |           |
| 1999 | Giải YoungStar                   | Nghệ sĩ thu âm hoặc nhóm nhạc mới xuất sắc nhất (Britney Spears) | Đoạt giải | [ 93 ]  |           |
| 1999 | Giải thưởng Âm nhạc Billboard    | Nghệ sĩ Album Nữ của Năm (Britney Spears)                        | Đoạt giải | [ 94 ]  |           |
| 2000 | Kỷ lục Guinness Thế giới         | Album bán chạy nhất tại Hoa Kỳ của một nghệ sĩ nữ                | Đoạt giải | [ 95 ]  |           |
| 2000 | Giải thưởng Âm nhạc Mỹ           | Album Pop/Rock được yêu thích                                    | Đề cử     | [ 96 ]  |           |
| 2000 | Giải thưởng giải trí Blockbuster | CD được yêu thích                                                | Đề cử     | [ 97 ]  |           |
| 2000 | Giải thưởng âm nhạc Hungary      | Album Pop quốc tế của năm                                        | Đề cử     | [ 98 ]  |           |
| 2003 | Kỷ lục Guinness Thế giới         | Album bán chạy nhất của một nghệ sĩ hát đơn thiếu niên           | Đoạt giải | [ 99 ]  |           |

## Diễn biến thương mại

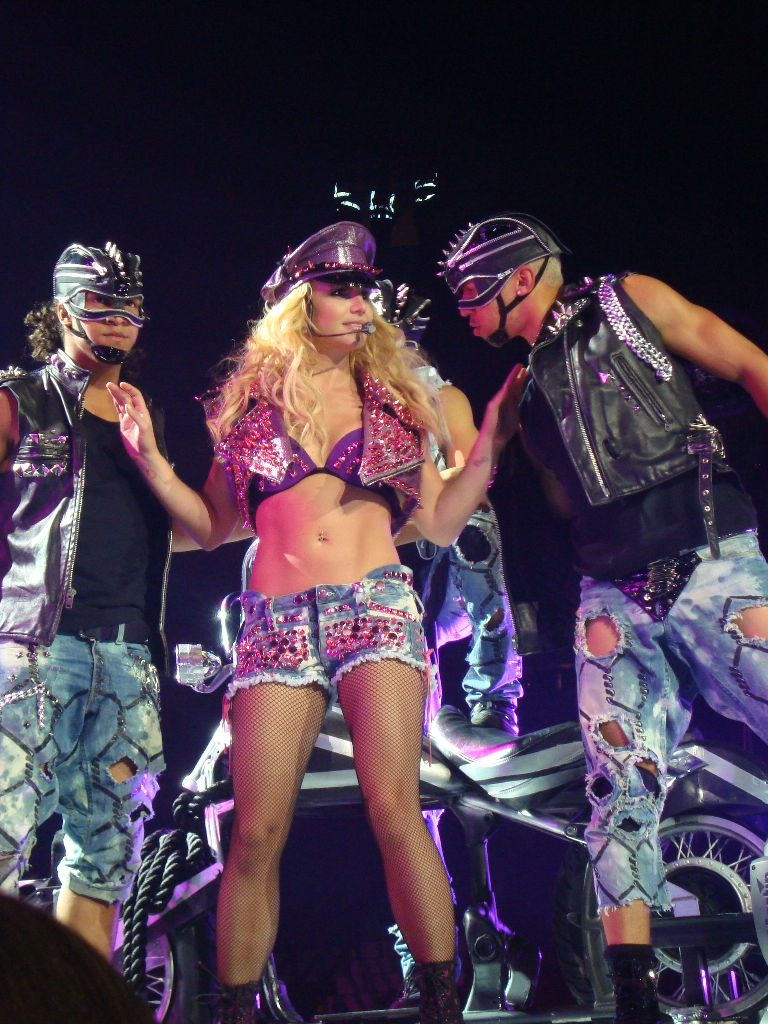
Spears và một số vũ công đang trình diễn "...Baby One More Time" trong chuyến lưu diễn năm 2011 Femme Fatale Tour

Tại Hoa Kỳ, ...Baby One More Time ra mắt ở vị trí số một trên bảng xếp hạng Billboard 200 với doanh số 121,000 bản trong tuần đầu, đánh bại Flesh of My Flesh, Blood of My Blood của DMX. Spears phá vỡ một số kỷ lục với thành tích trên. Nữ ca sĩ trở thành tân binh nữ đầu tiên có đĩa đơn số một trên Billboard Hot 100 và album số một trên Billboard 200 tại cùng thời điểm; nghệ sĩ mới đầu tiên (nam hoặc nữ) có đĩa đơn đạt vị trí số một trong cùng tuần album ra mắt ở vị trí số một; và là tân binh nữ đầu tiên có đĩa đơn đầu tay và album đầu tay ở vị trí số một trong cùng một tuần. Spears cũng là nữ nghệ sĩ trẻ nhất trong lịch sử Billboard có đĩa đơn và album đều dẫn đầu bảng xếp hạng trong cùng một tuần, và trở thành nghệ sĩ thứ năm dưới 18 tuổi đứng đầu bảng xếp hạng Billboard 200. Sau vài tuần dao động trong top 5, album trở lại ngôi vị quán quân ở tuần thứ tư. Theo Nielsen SoundScan, ...Baby One More Time bán được hơn 500,000 bản trong tháng đầu tiên. Tuần thứ năm trở thành tuần bán chạy nhất của album với 229,000 bản, nâng tổng số tiêu thụ lên 804,000 bản. ...Baby One More Time trải qua tổng cộng sáu tuần không liên tiếp ở vị trí số một, và bán được hơn 1.8 triệu bản tại Hoa Kỳ trong hai tháng đầu tiên. Trong tuần thứ 47 trên Billboard 200, album trụ vững ở vị trí thứ ba, và cán mốc mười triệu bản tại đây. Album được Hiệp hội Công nghiệp Ghi âm Hoa Kỳ (RIAA) chứng nhận Kim cương vào ngày 9 tháng 12 năm 1999, giúp Spears khi đó 18 tuổi trở thành nghệ sĩ trẻ nhất đạt chứng nhận trên, phá vỡ kỷ lục của Alanis Morissette, người mới 21 tuổi khi album Jagged Little Pill (1995) của cô được chứng nhận Kim cương. Đây là album thứ 14 bán được hơn mười triệu bản tại Hoa Kỳ kể từ năm 1991, và Spears trở thành nghệ sĩ nữ bán chạy nhất năm 1999. ...Baby One More Time trải qua 51 tuần trong top 10 trên Billboard 200. Đây là album bán chạy thứ hai của năm 1999 tại Hoa Kỳ, chỉ sau Millennium của Backstreet Boys. Tổng cộng, album có 103 tuần xuất hiện trên Billboard 200.. ...Baby One More Time xếp thứ ba trong danh sách bán chạy nhất mọi thời đại của BMG Music Club, bán được 1.6 triệu đơn vị thông qua các câu lạc bộ. Tính đến tháng 5 năm 2020, album bán được 10.7 triệu bản tại Hoa Kỳ theo Nielsen SoundScan, nếu tính cả doanh số tiêu thụ tại BMG Music Club sẽ là 12.3 triệu đơn vị.
...Baby One More Time ra mắt ở vị trí số một trên bảng xếp hạng Canadian Albums Chart, trải qua chín tuần không liên tiếp ở ngôi vị cao nhất. Vào ngày 12 tháng 12 năm 1999, Hiệp hội Công nghiệp ghi âm Canada (CRIA) trao chứng nhận Kim cương cho album, với doanh số bán hơn một triệu bản. Album đạt vị trí thứ hai trên bảng xếp hạng European Top 100 Albums trong hai tuần, và bán được hơn bốn triệu bản trên khắp Châu Âu, được Liên đoàn Công nghiệp ghi âm Quốc tế (IFPI) chứng nhận bốn đĩa Bạch kim. ...Baby One More Time đạt vị trí thứ hai trên UK Albums Chart, và được chứng nhận bốn đĩa Bạch kim bởi Ngành Công nghiệp Ghi âm Anh (BPI). Album đạt vị trí thứ tư tại Pháp, và được chứng nhận hai đĩa Bạch kim bởi Tổ chức Xuất bản Âm thanh Quốc gia. Ngoài ra,...Baby One More Time được chứng nhận ba đĩa Vàng ở Đức, và Bạch kim bởi Hiệp hội Công nghiệp Ghi âm Ba Lan (ZPAV). Tại Úc, album ra mắt ở vị trí thứ chín trên ARIA Albums Chart, và đạt vị trí thứ hai sau chín tuần. Đây là album bán chạy thứ bảy của năm 1999 tại đây và được chứng nhận bốn đĩa Bạch kim bởi Hiệp hội Công nghiệp ghi âm Úc (ARIA) vào năm sau, công nhận lương đĩa xuất xưởng đạt 280,000 bản. Album ra mắt ở vị trí thứ ba tại New Zealand, trước khi được chứng nhận ba đĩa Bạch kim bởi Hiệp hội Công nghiệp Ghi âm New Zealand (RIANZ).

## Tác động và di sản
Spears là người đi tiên phong cho sự bùng nổ của một loạt nghệ sĩ nữ thuộc dòng nhạc teen pop từ năm 1999 và kéo dài đến thập niên 2000, được tiếp nối bởi Christina Aguilera, Jessica Simpson và Mandy Moore. Tất cả nghệ sĩ được đề cập đều trong quá trình phát triển album đầu tay vào năm 1998, nhưng thị trường dần thay đổi đáng kể vào tháng 12 năm 1998 khi đĩa đơn và video của "...Baby One More Time" công phá hàng loạt bảng xếp hạng. RCA Records ký hợp đồng với Aguilera và nhanh chóng phát hành đĩa đơn đầu tay cho cô để bắt kịp thành công của Spears, ra mắt đĩa đơn ăn khách "Genie in a Bottle" vào tháng 5 năm 1999 và album phòng thu đầu tay mang chính tên cô vào tháng 8. Album của Aguilera bán được hàng triệu bản, nhưng vẫn kém thành công so với ...Baby One More Time. Simpson cũng chủ ý mô phỏng lại hình tượng của Spears nhưng theo hướng trưởng thành hơn; đĩa đơn của cô "I Wanna Love You Forever" lọt vào bảng xếp hạng vào tháng 9 năm 1999 và album Sweet Kisses cũng phát hành ngay sau đó. Đĩa đơn đầu tiên của Moore, "Candy", được tung ra trước đĩa đơn của Simpson một tháng, nhưng không đạt được nhiều thành tích về mặt thương mại; Moore thường bị xem là kém thành công hơn Spears và những nghệ sĩ khác, đứng thứ tư trong danh sách những "công chúa nhạc pop". Khi giới truyền thông dấy lên câu chuyện về sự cạnh tranh giữa Spears và Aguilera, cả hai đều đưa ra những lời chỉ trích lẫn khen ngợi nhau xuyên suốt thập niên 2000.
—Spears nói về ...Baby One More Time vào tháng 12 năm 1999.
The Daily Yomiuri đưa tin rằng "nhiều nhà phê bình ca ngợi cô như một thần tượng nhạc pop thiếu niên tài năng nhất trong nhiều năm, nhưng Spears lại đặt mục tiêu cao hơn một chút - cô muốn hướng đến đẳng cấp siêu sao mà Madonna và Janet Jackson từng đạt được." Rolling Stone viết: "Britney Spears mang đến hình mẫu kinh điển của nữ hoàng nhạc rock & roll thiếu niên, như một búp bê quần yếm, một thiên thần nhỏ xuất hiện để khuấy động mọi thứ." Rami Yacoub, người đồng sản xuất album đầu tay của Spears với Max Martin, bình luận: "Tôi biết những sản phẩm trước đây của Denniz Pop và Max, và khi chúng tôi sáng tác nhạc, đâu đó đều nghe như giọng mũi. Với N' Sync và Backstreet Boys, chúng tôi cố gắng đẩy lên giọng mũi giữa. Khi Britney hát, cô ấy sở hữu chất giọng khàn, đầy gợi cảm." Chuck Taylor của Billboard nhận xét, "Spears trở thành một nghệ sĩ biểu diễn hoàn hảo, với những bước nhảy nhanh nhẹn, chất giọng đầy trẻ trung và vui nhộn ... "(You Drive Me) Crazy", đĩa đơn thứ ba của cô ...chứng minh sự phát triển của chính Spears, chứng minh rằng cô gái 17 tuổi đang tìm thấy cá tính trong giọng hát của bản thân sau nhiều tháng luyện tập kiên trì." Stephen Thomas Erlewine của AllMusic gọi âm nhạc của cô là "sự pha trộn giữa dance-pop mang hơi hướng rap đầy lan tỏa và những bản ballad nhẹ nhàng." Tác giả Amanda Murray của Sputnikmusic cho rằng album "mang dấu ấn cho sự tiến bộ của Spears với tư cách một nghệ sĩ, một người nổi tiếng và một người phụ nữ." Năm 2010, album được đưa vào cuốn sách 1001 Album Bạn Phải Nghe Trước Khi Chết.
Spears trở thành một biểu tượng đại chúng quốc tế ngay khi bắt đầu sự nghiệp thu âm. Rolling Stone viết: "Là một trong những nữ ca sĩ gây tranh cãi và thành công nhất thế kỷ 21", cô "là người tiên phong cho sự trỗi dậy của teen pop hậu thiên niên kỷ ...Spears sớm tạo ra sự pha trộn giữa ngây thơ và kinh nghiệm để kiếm rất nhiều tiền". Cô được Kỷ lục Guinness Thế giới ghi nhận là người có "Album bán chạy nhất của một nghệ sĩ hát đơn thiếu niên". Melissa Ruggieri của Richmond Times-Dispatch bình luận, "Cô ghi dấu ấn là nghệ sĩ thiếu niên bán chạy nhất. Trước khi bước sang tuổi 20 vào năm 2001, Spears đã bán được hơn 25 triệu album trên toàn thế giới". Barbara Ellen của The Observer cho rằng: "Spears nổi tiếng là một trong những thiếu niên 'già nhất' nhạc pop từng sản sinh, với sự tập trung và quyết tâm như ở độ tuổi trung niên. Nhiều cô gái 19 tuổi thậm chí còn chưa bắt đầu đi làm, trong khi Britney, một cựu thành viên The Mickey Mouse Club, là hiện tượng bất thường nhất của nước Mỹ — một đứa trẻ có sự nghiệp toàn thời gian. Trong khi những cô gái nhỏ khác dán áp phích lên tường, Britney muốn trở thành áp phích trên tường. Trong khi những đứa trẻ khác phát triển theo tốc độ của riêng mình, Britney phát triển theo tốc độ của ngành công nghiệp giải trí khốc liệt tại Mỹ". ...Baby One More Time là album thành công nhất về mặt thương mại của Spears cho đến nay, bán được 25 triệu bản trên toàn thế giới. Album được xếp thứ 41 trên bảng xếp hạng Billboard 200 mọi thời đại, và thứ 16 nếu chỉ tính nghệ sĩ nữ.

## Danh sách bài hát
| ...Baby One More Time – Phiên bản tại Bắc Mỹ | ...Baby One More Time – Phiên bản tại Bắc Mỹ | ...Baby One More Time – Phiên bản tại Bắc Mỹ       | ...Baby One More Time – Phiên bản tại Bắc Mỹ | ...Baby One More Time – Phiên bản tại Bắc Mỹ |
| STT                                          | Nhan đề                                      | Sáng tác                                           | Sản xuất                                     | Thời lượng                                   |
| -------------------------------------------- | -------------------------------------------- | -------------------------------------------------- | -------------------------------------------- | -------------------------------------------- |
| 1.                                           | "...Baby One More Time"                      | Max Martin                                         | Martin Rami                                  | 3:30                                         |
| 2.                                           | "(You Drive Me) Crazy"                       | Jörgen Elofsson Per Magnusson David Kreuger Martin | Magnusson Kreuger Martin                     | 3:17                                         |
| 3.                                           | "Sometimes"                                  | Elofsson                                           | Magnusson Kreuger Elofsson [a]               | 4:05                                         |
| 4.                                           | "Soda Pop"                                   | Mikey Bassie Eric Foster White                     | White                                        | 3:20                                         |
| 5.                                           | "Born to Make You Happy"                     | Kristian Lundin Andreas Carlsson                   | Lundin                                       | 4:03                                         |
| 6.                                           | "From the Bottom of My Broken Heart"         | White                                              | White                                        | 5:11                                         |
| 7.                                           | "I Will Be There"                            | Martin Carlsson                                    | Martin Rami                                  | 3:53                                         |
| 8.                                           | "I Will Still Love You" (with Don Philip)    | White                                              | White                                        | 4:02                                         |
| 9.                                           | "Thinkin' About You"                         | Bassie White                                       | White                                        | 3:35                                         |
| 10.                                          | "E-Mail My Heart"                            | White                                              | White                                        | 3:41                                         |
| 11.                                          | "The Beat Goes On"                           | Sonny Bono White                                   | White The All Seeing I [b]                   | 3:43                                         |
| Tổng thời lượng:                             | Tổng thời lượng:                             | Tổng thời lượng:                                   | Tổng thời lượng:                             | 42:20                                        |

| ...Baby One More Time – Phiên bản quốc tế | ...Baby One More Time – Phiên bản quốc tế | ...Baby One More Time – Phiên bản quốc tế | ...Baby One More Time – Phiên bản quốc tế | ...Baby One More Time – Phiên bản quốc tế |
| STT                                       | Nhan đề                                   | Sáng tác                                  | Sản xuất                                  | Thời lượng                                |
| ----------------------------------------- | ----------------------------------------- | ----------------------------------------- | ----------------------------------------- | ----------------------------------------- |
| 9.                                        | "Deep in My Heart"                        | Magnusson Kreuger Carlsson                | Magnusson Kreuger                         | 3:36                                      |
| 10.                                       | "Thinkin' About You"                      | Bassie White                              | White                                     | 3:35                                      |
| 11.                                       | "E-Mail My Heart"                         | White                                     | White                                     | 3:41                                      |
| 12.                                       | "The Beat Goes On"                        | Bono White                                | White The All Seeing I [b]                | 3:43                                      |
| Tổng thời lượng:                          | Tổng thời lượng:                          | Tổng thời lượng:                          | Tổng thời lượng:                          | 45:54                                     |

| ...Baby One More Time – Phiên bản tại Châu Á (bản nhạc kèm theo) | ...Baby One More Time – Phiên bản tại Châu Á (bản nhạc kèm theo) | ...Baby One More Time – Phiên bản tại Châu Á (bản nhạc kèm theo) | ...Baby One More Time – Phiên bản tại Châu Á (bản nhạc kèm theo) | ...Baby One More Time – Phiên bản tại Châu Á (bản nhạc kèm theo) |
| STT                                                              | Nhan đề                                                          | Sáng tác                                                         | Sản xuất                                                         | Thời lượng                                                       |
| ---------------------------------------------------------------- | ---------------------------------------------------------------- | ---------------------------------------------------------------- | ---------------------------------------------------------------- | ---------------------------------------------------------------- |
| 13.                                                              | "I'll Never Stop Loving You"                                     | Jason Blume Steve Diamond                                        | Magnusson Kreuger                                                | 3:43                                                             |
| 14.                                                              | "...Baby One More Time" (Davidson Ospina Radio Mix)              | Martin                                                           | Martin Rami Davidson Ospina [c]                                  | 3:26                                                             |
| Tổng thời lượng:                                                 | Tổng thời lượng:                                                 | Tổng thời lượng:                                                 | Tổng thời lượng:                                                 | 53:23                                                            |

| ...Baby One More Time – Phiên bản tại Nhật Bản, Úc và bản cao cấp năm 2003 (bản nhạc kèm theo) | ...Baby One More Time – Phiên bản tại Nhật Bản, Úc và bản cao cấp năm 2003 (bản nhạc kèm theo) | ...Baby One More Time – Phiên bản tại Nhật Bản, Úc và bản cao cấp năm 2003 (bản nhạc kèm theo) | ...Baby One More Time – Phiên bản tại Nhật Bản, Úc và bản cao cấp năm 2003 (bản nhạc kèm theo) | ...Baby One More Time – Phiên bản tại Nhật Bản, Úc và bản cao cấp năm 2003 (bản nhạc kèm theo) |
| STT                                                                                            | Nhan đề                                                                                        | Sáng tác                                                                                       | Sản xuất                                                                                       | Thời lượng                                                                                     |
| ---------------------------------------------------------------------------------------------- | ---------------------------------------------------------------------------------------------- | ---------------------------------------------------------------------------------------------- | ---------------------------------------------------------------------------------------------- | ---------------------------------------------------------------------------------------------- |
| 13.                                                                                            | "I'll Never Stop Loving You"                                                                   | Blume Diamond                                                                                  | Magnusson Kreuger                                                                              | 3:43                                                                                           |
| 14.                                                                                            | "Autumn Goodbye"                                                                               | White                                                                                          | White                                                                                          | 3:42                                                                                           |
| 15.                                                                                            | "...Baby One More Time" (Davidson Ospina Radio Mix)                                            | Martin                                                                                         | Martin Rami Ospina [c]                                                                         | 3:26                                                                                           |
| 16.                                                                                            | "...Baby One More Time" (Boy Wunder Radio Mix)                                                 | Martin                                                                                         | Martin Rami Boy Wunder [c]                                                                     | 3:27                                                                                           |
| Tổng thời lượng:                                                                               | Tổng thời lượng:                                                                               | Tổng thời lượng:                                                                               | Tổng thời lượng:                                                                               | 60:20                                                                                          |

| ...Baby One More Time – Phiên bản giới hạn tại Hàn Quốc (đĩa nhạc kèm theo) | ...Baby One More Time – Phiên bản giới hạn tại Hàn Quốc (đĩa nhạc kèm theo) | ...Baby One More Time – Phiên bản giới hạn tại Hàn Quốc (đĩa nhạc kèm theo) | ...Baby One More Time – Phiên bản giới hạn tại Hàn Quốc (đĩa nhạc kèm theo) | ...Baby One More Time – Phiên bản giới hạn tại Hàn Quốc (đĩa nhạc kèm theo) |
| STT                                                                         | Nhan đề                                                                     | Sáng tác                                                                    | Sản xuất                                                                    | Thời lượng                                                                  |
| --------------------------------------------------------------------------- | --------------------------------------------------------------------------- | --------------------------------------------------------------------------- | --------------------------------------------------------------------------- | --------------------------------------------------------------------------- |
| 1.                                                                          | "(You Drive Me) Crazy" (The Stop! Remix)                                    | Elofsson Magnusson Kreuger Martin                                           | Martin Rami                                                                 | 3:16                                                                        |
| 2.                                                                          | "(You Drive Me) Crazy" (Spacedust Club Mix)                                 | Elofsson Magnusson Kreuger Martin                                           | Martin Rami Spacedust [c]                                                   | 7:20                                                                        |
| 3.                                                                          | "Sometimes" (Soul Solution – Mid Tempo Mix)                                 | Elofsson                                                                    | Magnusson Kreuger Elofsson [a] Soul Solution [c]                            | 3:29                                                                        |
| 4.                                                                          | "...Baby One More Time" (Davidson Ospina Club Mix)                          | Martin                                                                      | Martin Rami Ospina [c]                                                      | 5:40                                                                        |
| 5.                                                                          | "I'll Never Stop Loving You"                                                | Blume Diamond                                                               | Magnusson Kreuger                                                           | 3:41                                                                        |
| 6.                                                                          | "I'm So Curious"                                                            | Britney Spears White                                                        | White                                                                       | 3:35                                                                        |
| Tổng thời lượng:                                                            | Tổng thời lượng:                                                            | Tổng thời lượng:                                                            | Tổng thời lượng:                                                            | 27:01                                                                       |

| ...Baby One More Time – Phiên bản giới hạn tại Singapore (đĩa nhạc kèm theo) | ...Baby One More Time – Phiên bản giới hạn tại Singapore (đĩa nhạc kèm theo) | ...Baby One More Time – Phiên bản giới hạn tại Singapore (đĩa nhạc kèm theo) | ...Baby One More Time – Phiên bản giới hạn tại Singapore (đĩa nhạc kèm theo) | ...Baby One More Time – Phiên bản giới hạn tại Singapore (đĩa nhạc kèm theo) |
| STT                                                                          | Nhan đề                                                                      | Sáng tác                                                                     | Sản xuất                                                                     | Thời lượng                                                                   |
| ---------------------------------------------------------------------------- | ---------------------------------------------------------------------------- | ---------------------------------------------------------------------------- | ---------------------------------------------------------------------------- | ---------------------------------------------------------------------------- |
| 1.                                                                           | "Born to Make You Happy" (Radio Edit)                                        | Lundin Carlsson                                                              | Lundin                                                                       | 3:35                                                                         |
| 2.                                                                           | "Born to Make You Happy" (Bonus Remix)                                       | Lundin Carlsson                                                              | Lundin                                                                       | 3:40                                                                         |
| 3.                                                                           | "(You Drive Me) Crazy" (Jazzy Jim's Hip-Hop Mix)                             | Elofsson Magnusson Kreuger Martin                                            | Martin Rami Jazzy Jim [c] Ricky Brown [c]                                    | 3:40                                                                         |
| 4.                                                                           | "...Baby One More Time" (Tin nhắn Trả lời)                                   |                                                                              |                                                                              | 0:21                                                                         |
| Tổng thời lượng:                                                             | Tổng thời lượng:                                                             | Tổng thời lượng:                                                             | Tổng thời lượng:                                                             | 11:27                                                                        |

Ghi chú
- Những bản in đầu tiên của album có một tin nhắn ẩn của Spears sau "The Beat Goes On". Trong đó, Spears cảm ơn người hâm mộ và quảng bá album sắp ra mắt của Backstreet Boys, Millennium, với những đoạn trích của những bài hát xuất hiện trong album.[22]
- "Soda Pop" ban đầu xuất hiện trong nhạc phim của loạt phim truyền hình Sabrina – Cô phù thủy nhỏ năm 1998, với một phiên bản dài hơn một chút.[155]
- ^a  nghĩa là đồng sản xuất
- ^b  nghĩa là sản xuất bổ sung
- ^c  nghĩa là người phối lại

## Thành phần thực hiện
Thành phần thực hiện được trích từ ghi chú của ...Baby One More Time, ngoại trừ một số ghi chú.
- Mikey Bassie – giọng hát (bài 4)
- Daniel Boom – kỹ sư
- Jimmy Bralower – lập trình trống
- Jason Buckler – sản xuất
- Larry Busacca – nhiếp ảnh
- Andreas Carlsson – giọng nền
- Tom Coyne – mastering
- Denniz Pop – sản xuất (không được đề cập)[8]
- Nikki Gregoroff – giọng nền
- Nana Hedin – giọng nền
- Andy Hess – bass
- Dean Honer – sản xuất
- David Kreuger – sản xuất
- Tim Latham – kỹ sư, phối khí
- Tomas Lindberg – bass
- Kristian Lundin – sản xuất
- Per Magnusson – đàn phím, sản xuất, lập trình
- Max Martin – giọng nền, kỹ sư, đàn phím, phối khí, sản xuất, lập trình
- Charles McCrorey – hỗ trợ kỹ sư
- Andrew McIntyre – guitar điện
- Jackie Murphy – đạo diễn hình ảnh, thiết kế
- Lisa Peardon – nhiếp ảnh
- Dan Petty – guitar mộc, guitar điện
- Doug Petty – đàn phím
- Don Philip – giọng hát (bài 8)
- Rami – sản xuất
- Albert Sanchez – nhiếp ảnh
- Aleese Simmons – giọng nền
- Britney Spears – giọng hát
- Chris Trevett – kỹ sư, phối khí
- Eric Foster White – biên khúc, bass, lập trình trống, guitar điện, kỹ sư, đàn phím, phối khí, sản xuất
- Timothy White – nhiếp ảnh

## Xếp hạng
| Bảng xếp hạng (1999–2000)                | Vị trí cao nhất |
| ---------------------------------------- | --------------- |
| Album Argentina (CAPIF)                  | 8               |
| Album Úc (ARIA)                          | 2               |
| Album Úc Dance (ARIA)                    | 1               |
| Album Áo (Ö3 Austria)                    | 2               |
| Album Bỉ (Ultratop Vlaanderen)           | 2               |
| Album Bỉ (Ultratop Wallonie)             | 2               |
| Album Canada (Billboard)                 | 1               |
| Album Canada (RPM)                       | 1               |
| Album Cộng hòa Séc (ČNS IFPI)            | 5               |
| Album Đan Mạch (Hitlisten)               | 7               |
| Album Hà Lan (Album Top 100)             | 3               |
| European Top 100 Albums (Music & Media)  | 2               |
| Album Phần Lan (Suomen virallinen lista) | 11              |
| Album Pháp (SNEP)                        | 4               |
| Album Đức (Offizielle Top 100)           | 1               |
| Album Hy Lạp (IFPI)                      | 5               |
| Album Hungary (MAHASZ)                   | 4               |
| Album Ireland (IRMA)                     | 6               |
| Album Ý (FIMI)                           | 8               |
| Album Nhật Bản (Oricon)                  | 9               |
| Album Malaysia (RIM)                     | 3               |
| Album Mexico (AMPROFON)                  | 1               |
| Album New Zealand (RMNZ)                 | 3               |
| Album Na Uy (VG-lista)                   | 5               |
| Album Bồ Đào Nha (AFP)                   | 1               |
| Album Scotland (OCC)                     | 6               |
| Album Tây Ban Nha (PROMUSICAE)           | 2               |
| Album Thụy Điển (Sverigetopplistan)      | 10              |
| Album Thụy Sĩ (Schweizer Hitparade)      | 1               |
| Album Đài Loan (IFPI)                    | 1               |
| Album Anh Quốc (OCC)                     | 2               |
| Album Anh Quốc Independent (OCC)         | 2               |
| Album Hoa Kỳ Billboard 200               | 1               |

| Bảng xếp hạng (1999)  | Vị trí cao nhất |
| --------------------- | --------------- |
| Album Hàn Quốc (RIAK) | 13              |

| Bảng xếp hạng (1999)                    | Vị trí |
| --------------------------------------- | ------ |
| Album Úc (ARIA)                         | 7      |
| Album Áo (Ö3 Austria)                   | 4      |
| Album Bỉ (Ultratop Flanders)            | 3      |
| Album Bỉ (Ultratop Wallonia)            | 4      |
| Album Canada (RPM)                      | 2      |
| Album Đan Mạch (Hitlisten)              | 27     |
| Album Hà Lan (Album Top 100)            | 11     |
| European Top 100 Albums (Music & Media) | 5      |
| Album Pháp (SNEP)                       | 21     |
| Album Đức (Offizielle Top 100)          | 8      |
| Album Ý (Hit Parade)                    | 15     |
| Album Nhật Bản (Oricon)                 | 85     |
| Album New Zealand (RMNZ)                | 15     |
| Album Tây Ban Nha (PROMUSICAE)          | 12     |
| Album Thụy Điển (Sverigetopplistan)     | 46     |
| Album Thụy Sĩ (Schweizer Hitparade)     | 11     |
| Album Anh Quốc (OCC)                    | 14     |
| Hoa Kỳ Billboard 200                    | 2      |
| Bảng xếp hạng (2000)                    | Vị trí |
| Album Úc (ARIA)                         | 94     |
| Album Bỉ (Ultratop Flanders)            | 34     |
| Album Bỉ (Ultratop Wallonia)            | 42     |
| Album Canada (Nielsen SoundScan)        | 71     |
| Album Hà Lan (Album Top 100)            | 64     |
| European Top 100 Albums (Music & Media) | 22     |
| Album Pháp (SNEP)                       | 45     |
| Album Đức (Offizielle Top 100)          | 61     |
| Album Thụy Sĩ (Schweizer Hitparade)     | 27     |
| Album Anh Quốc (OCC)                    | 36     |
| Hoa Kỳ Billboard 200                    | 17     |

| Bảng xếp hạng (1990–1999) | Vị trí |
| ------------------------- | ------ |
| Album Áo (Ö3 Austria)     | 33     |
| Hoa Kỳ Billboard 200      | 29     |
| Bảng xếp hạng (2000–2009) | Vị trí |
| Hoa Kỳ Billboard 200      | 81     |

| Bảng xếp hạng             | Vị trí |
| ------------------------- | ------ |
| Hoa Kỳ Billboard 200      | 41     |
| Hoa Kỳ Billboard 200 (Nữ) | 16     |

## Chứng nhận
| Quốc gia | Chứng nhận       | Số đơn vị/doanh số chứng nhận |
| --- | ---------------- | ----------------------------- |
| Argentina (CAPIF) | 4× Bạch kim      | 240.000^                      |
| Úc (ARIA) | 4× Bạch kim      | 280.000^                      |
| Áo (IFPI Áo) | Bạch kim         | 50.000*                       |
| Bỉ (BEA) | 3× Bạch kim      | 150.000*                      |
| Brasil (Pro-Música Brasil) | Vàng             | 250,000                       |
| Canada (Music Canada) | Kim cương        | 1.000.000^                    |
| Đan Mạch (IFPI Đan Mạch) | 3× Bạch kim      | 60.000‡                       |
| Phần Lan (Musiikkituottajat) | Vàng             | 37,865                        |
| Pháp (SNEP) | 2× Bạch kim      | 600.000*                      |
| Đức (BVMI) | 3× Vàng          | 750.000^                      |
| Iceland | —                | 5,000                         |
| Ý (FIMI) | —                | 200,000                       |
| Nhật Bản (RIAJ) | Bạch kim         | 205,780                       |
| México (AMPROFON) | 2× Bạch kim+Vàng | 500,000                       |
| Hà Lan (NVPI) | 3× Bạch kim      | 300.000^                      |
| New Zealand (RMNZ) | 3× Bạch kim      | 45.000^                       |
| Na Uy (IFPI) | Bạch kim         | 50.000*                       |
| Philippines (PARI) | 4× Bạch kim      | 200,000                       |
| Ba Lan (ZPAV) | Bạch kim         | 100.000*                      |
| Tây Ban Nha (PROMUSICAE) | 3× Bạch kim      | 300.000^                      |
| Thụy Điển (GLF) | Bạch kim         | 80.000^                       |
| Thụy Sĩ (IFPI) | 2× Bạch kim      | 100.000^                      |
| Anh Quốc (BPI) | 4× Bạch kim      | 1,210,000                     |
| Hoa Kỳ (RIAA) | 14× Bạch kim     | 14.000.000^                   |
| Tổng hợp |                  |                               |
| Châu Á | —                | 1,680,000                     |
| Châu Âu (IFPI) | 4× Bạch kim      | 4.000.000*                    |
| Toàn cầu | —                | 25,000,000                    |
| * Chứng nhận dựa theo doanh số tiêu thụ. ^ Chứng nhận dựa theo doanh số nhập hàng. ‡ Chứng nhận dựa theo doanh số tiêu thụ và phát trực tuyến. |                  |                               |

## Lịch sử phát hành
| Khu vực        | Ngày              | Định dạng                                 | Phiên bản  | Hãng đĩa  | Ct.             |
| -------------- | ----------------- | ----------------------------------------- | ---------- | --------- | --------------- |
| Hoa Kỳ         | 12 tháng 1, 1999  | Cassette CD                               | Tiêu chuẩn | Jive      | [ 247 ]         |
| Nhật Bản       | 24 tháng 2, 1999  | CD                                        | Cao cấp    | Avex Trax | [ 248 ]         |
| Đức            | 8 tháng 3, 1999   | CD                                        | Tiêu chuẩn | BMG       | [ 249 ]         |
| Vương quốc Anh | 8 tháng 3, 1999   | Cassette CD                               | Tiêu chuẩn | Jive      | [ 250 ] [ 251 ] |
| Argentina      | 17 tháng 3, 1999  | CD                                        | Tiêu chuẩn | EMI       | [ 252 ]         |
| Pháp           | 9 tháng 4, 1999   | CD                                        | Tiêu chuẩn | Jive      | [ 253 ]         |
| Úc             | 23 tháng 11, 1999 | CD                                        | Cao cấp    | BMG       | [ 157 ]         |
| Ba Lan         | 8 tháng 5, 2003   | Tải nhạc số                               | Cao cấp    | BMG       | [ 254 ]         |
| Đức            | 30 tháng 6, 2003  | CD                                        | Cao cấp    | BMG       | [ 255 ]         |
| Pháp           | 14 tháng 10, 2003 | CD                                        | Cao cấp    | Jive      | [ 256 ]         |
| Hoa Kỳ         | 25 tháng 12, 2007 | Tải nhạc số                               | Cao cấp    | Jive      | [ 257 ]         |
| Hoa Kỳ         | 3 tháng 11, 2017  | Đĩa than (Độc quyền tại Urban Outfitters) | Tiêu chuẩn | Legacy    | [ 52 ]          |
| Nhiều          | 23 tháng 11, 2018 | (Độc quyền tại Target)                    | Tiêu chuẩn | Legacy    | [ 53 ]          |
| Úc             | 31 tháng 3, 2023  | Đĩa than màu hồng đục                     | Tiêu chuẩn | Sony      | [ 258 ]         |
| Đức            | 31 tháng 3, 2023  | Đĩa than màu hồng đục                     | Tiêu chuẩn | Sony      | [ 259 ]         |
| Mexico         | 31 tháng 3, 2023  | Đĩa than màu hồng đục                     | Tiêu chuẩn | Sony      | [ 260 ]         |
| Ba Lan         | 31 tháng 3, 2023  | Đĩa than màu hồng đục                     | Tiêu chuẩn | Sony      | [ 261 ]         |
| Vương quốc Anh | 31 tháng 3, 2023  | Đĩa than màu hồng đục                     | Tiêu chuẩn | Sony      | [ 262 ]         |
| Hoa Kỳ         | 31 tháng 3, 2023  | Đĩa than màu đen                          | Tiêu chuẩn | Legacy    | [ 263 ]         |